# Brian Cashman
Brian Cashman (3 de julho de 1967, Nova Iorque) é um executivo da Major League Baseball e gerente geral do New York Yankees desde 1998. Ele atualmente reside em Darien, Connecticut com sua família.